# Бродзиш, Адам
А́дам Бро́дзиш (пол. Adam Brodzisz; 18 февраля 1906, Лемберг — 9 ноября 1986, Дезерт-Хот-Спрингс, Калифорния, США) — польский кино- и театральный актёр. Один из самых популярных актёров довоенного польского кино.

## Биография
В 1926 году окончил математическую гимназию во Львове.
Началом кинокарьеры Адама Бродзиша принято считать его победу в конкурсе «Фотогеничное лицо».
В 1927 году он окончил варшавский институт кино. Был приглашен на съемки в Южную Америку, однако незнание испанского языка помешало ему получить роль. Вместо этого снимался в польских версиях фильмом, снятых Paramount Pictures в Жуанвиль возле Парижа.
С 1928 по 1939 годы Адам Бродзиш снялся более, чем в 19 кинофильмах. Стал звездой польского экрана.
В 1931 совместно с Михалом Вашиньским (Ваксом) и Евгениушем Бодo создал кинокомпанию B-W-B (аббревиатура названия владельцев: Бодо, Вашиньского и Бродиша), которая выпустила на экраны Польши несколько популярных фильмов.
Во время оккупации Польши ни один польский театр не имел разрешения на работу, кино также не снималось. Поэтому безработный актёр Бродзиш, как и многие его коллеги работал официантом.
Принимал участие в варшавском восстании 1944 года. Был командиром рабочей бригады на Мокотуве, главным сапёром (псевдоним «Bonza») организовывал строительство укреплений для восставших на улицах Мокотува (район Варшавы).
После поражения восстания, поселился с женой в Закопане, где они совместно вели пансионат «Brodziszówka».
После окончания Второй мировой войны он больше не появлялся на экранах кино, так в государственной кинематографии Польши места для популярного артиста не нашлось.
В 1946 году Адам Бродзиш стал организатором, директором и актёром бродячей театральной труппы.
В 1950—1955 годах играл на сцене Польского театра в г. Бельско-Бяла.
В 1961 году вместе со своей женой популярной актрисой довоенного кино Марией Богда не вернулся в страну из гастролей по США. В Америке семья Бродзишей, поселилась в Лос-Анджелесе и перепробовала много различных работ, в частности, занималась разведением шиншилл. Бродзиш также работал в качестве графика в компьютерной компании.
Умер в Калифорнии в 1986 году.
В апреле 1988 останки актёра были привезены на родину и перезахоронены на Раковицком кладбище Кракова.

## Фильмография
- 1928 — Предназначение (Przeznaczenie)
- 1929 — Изо дня в день (Z dnia na dzień)
- 1930 — Ветер с моря (Wiatr od morza)
- 1930 — Краса жизни (Uroda życia)
- 1930 — В Сибирь (Na Sybir)
- 1931 — Мир без границ (Świat bez granic)
- 1931 — Страшная ночь (Straszna noc)
- 1931 — Опасный рай (Niebezpieczny raj)
- 1931 — Десятеро из Павиака (Dziesięciu z Pawiaka)
- 1932 — Безымянные герои (Bezimienni bohaterowie)
- 1932 — Голос пустыни (Głos pustuni)
- 1933 — Под твоей защитой (Pod Twoją obronę)
- 1934 — Молодой лес — (Młody las)
- 1935 — Рапсодия Балтики (Rapsodia Bałtyku)
- 1936 — Герои Сибири (Bohaterowie Sybiru)
- 1937 — Господин редактор безумствует (Pan redaktor szaleje)
- 1938 — Женщины над пропастью (Kobiety nad przepaścią)
- 1939 — В конце пути (U kresu drogi)
- 1939 — Богородица (Bogurodzica)
- 1949 — Чёртово ущелье (Czarci żleb)
- 1955 — Три старта (Trzy starty)